# Moss SK
Moss SK, pełna nazwa Moss Schakklub – norweski klub szachowy z siedzibą w Moss, zwycięzca Eliteserien z 2009 roku.

## Historia
Klub został założony 18 marca 1918 roku i początkowo liczył 17 członków. Na początku działalności podjęto rywalizację z Horten SK, za które po kilku latach Moss SK otrzymał trofeum na własność. W październiku 1940 roku klub połączył się z ASK Moss. Z powodu problemów finansowych i niskiej liczby członków klub w latach 1952–1954 nie organizował wieczorów szachowych, w 1954 roku dokonano reorganizacji klubu. W sezonie 2006/2007 zespół zajął trzecie miejsce w nowo utworzonej Eliteserien, za Oslo SS i Bergens SK. W 2009 roku klub wygrał ligę. W tym samym roku Moss SK zadebiutował w Pucharze Europy. W rozgrywkach norweski zespół wygrał z Cardiff Chess Club, Butrinti Saranda i Llamkosem Vushtrri, a przegrał z Évry Grand Roque, LSG, KSH Prishtinë i De Sprénger Echternach, zajmując w klasyfikacji końcowej 34. miejsce. W sezonie 2009/2010 zespół zdobył wicemistrzostwo Norwegii. W 2013 roku uzyskano czwarte miejsce w lidze. W sezonie 2013/2014 zespół spadł z Eliteserien.
W klubie grali m.in. Frode Elsness, Andreas Guldbrandsen, Aloyzas Kveinys, Normunds Miezis i Erik van den Doel.